# Маленький Манхэттен
«Маленький Манхэттен» (англ. Little Manhattan) — американская романтическая мелодрама с элементами комедии 2005 года, рассказывающая о первой любви десятилетнего Гэйба (актёр — Джош Хатчерсон) к 11-летней Розмари (актриса — Чарли Рэй). Действие фильма происходит в Манхэттене, в основном в Верхнем Вест-Сайде. Режиссёром и автором сценария являются супруги Марк Левин и Дженнифер Флэкетт.

## Сюжет
10-летний Гейб, от имени которого ведётся повествование, знал свою одноклассницу 11-летнюю Розмари ещё с детского сада, но не замечал её, пока они не оказались в паре в секции каратэ. Они начинают проводить время вместе, и он становится полностью очарован ей. Гэйбу всё это впервые — «первый шаг, первый взгляд, первое свидание, первое прикосновение, первое сомнение, первый поцелуй, первая ревность, первая ссора».
В итоге, несмотря на то, что Розмари и Гейб много времени проводили вместе, и Розмари тоже очень очарована Гейбом, они расстаются. Гейб понял, что они совершенно разные по характеру и жизненным путям. Это подтверждает его фразу в конце фильма «Мы оба знали что нам не по пути. Два корабля случайно встретившиеся в океане жизни. Любовь заканчивается». Но несмотря на это, Гейб все равно понимает, что это великое событие в его жизни — было обычным уроком. И таких у него ещё будет очень много — ведь ему всего 10 лет от роду.

## В ролях
- Джош Хатчерсон — Габриэль (Гейб) Бёртон
- Чарли Рэй — Розмари
- Брэдли Уитфорд и Синтия Никсон — Адам и Лесли, родители Гейба
- Уилли Гарсон — Ральф
- Тони Патано[англ.] — Бёрди
- Джош Пэйс[англ.] — Ронни
- Джон Доссетт и Талия Болсам — Микки и Джеки Тилеско, родители Розмари
- Джона Мейерсон[англ.] — Сэм
- Майкл Чатурантабут[англ.] — камео
- Алекс Требек — камео

## Критика
Фильм получил в основном положительные отзывы кинокритиков. На сайте Rotten Tomatoes рейтинг одобрения фильма составляет 77%. По общему мнению сайта, Маленький Манхэттен ― это милая история, которая дает поучительный, но прагматичный взгляд на любовь и ухаживание. Сайт Metacritic поставил фильму 52 балла на основе 10 рецензий, указав на «смешанные или средние отзывы».

## Саундтрек
| №   | Название                                        | Автор(ы)                                    | Artist(s)                     | Длительность |
| --- | ----------------------------------------------- | ------------------------------------------- | ----------------------------- | ------------ |
| 1.  | «Only the Strong Survive»                       | Jerry Butler                                | Elvis Presley                 | 2:42         |
| 2.  | «Birdland»                                      | Ron Aspery                                  | Ron Aspery                    |              |
| 3.  | «When the Saints Go Marching In»                | Traditional                                 | The All Star Marching Band    |              |
| 4.  | «Kung Fu Fighting (Adrian Sherwood On-U-Remix)» | Carl Douglas                                | Carl Douglas                  | 4:41         |
| 5.  | «Sleepless in Brooklyn»                         | Chad Fischer, Timothy Bright and Chris Link | Lazlo Bane                    |              |
| 6.  | «Younger Yesterday»                             | Todd Herfindal and Kevin Houlihan           | The Meadows                   | 3:15         |
| 7.  | «New Fast»                                      | Jeff Gramm                                  | Aden                          | 2:27         |
| 8.  | «Miserable Life»                                | Chad Fischer and Lyle Workman               | Chad Fischer and Lyle Workman |              |
| 9.  | «Burning Flame»                                 | Richard Friedman                            | Richard Friedman              |              |
| 10. | «Teach Me Tonight»                              | Sammy Cahn and Gene de Paul                 | Loston Harris                 |              |
| 11. | «Map of My Heart»                               | Chad Fischer                                | Chad Fischer                  | 3:24         |
| 12. | «Lonely Road»                                   | Erik Schrody                                | Everlast                      | 3:18         |
| 13. | «Polly Wolly Doodle»                            | Traditional                                 | Susannah Blinkoff             |              |
| 14. | «The Very Thought of You»                       | Ray Noble                                   | Nat King Cole                 | 3:48         |
| 15. | «Love»                                          | Matt White and Paul Umbach                  | Matt White                    | 2:50         |
| 16. | «At Last»                                       | Mack Gordon and Harry Warren                | Etta James                    | 3:02         |
| 17. | «Love Grows (Where My Rosemary Goes)»           | Barry Mason and Tony Macaulay               | Freedy Johnston               |              |
| 18. | «In My Life»                                    | John Lennon and Paul McCartney              | Matt Scannell                 |              |